# Ricardo Delgado (futbolista)
Ricardo Delgado (Florencia, Caquetá, Colombia; 24 de julio de 1994) es un futbolista colombiano. Juega de centrocampista.

## Clubes
| Club                | País      | Año         |
| ------------------- | --------- | ----------- |
| Envigado FC         | Colombia  | 2011 - 2015 |
| Jaguares de Córdoba | Colombia  | 2015        |
| Valledupar FC       | Colombia  | 2016 - 2017 |
| Deportivo Pasto     | Colombia  | 2018        |
| Pirata FC           | Perú      | 2019        |
| Bogotá FC           | Colombia  | 2019        |
| Hermanos Colmenárez | Venezuela | 2021 - Act. |